# فایر گرو
فایر گرو (به انگلیسی: Fair Grove) یک شهر در ایالات متحده آمریکا است که در شهرستان گرین، میزوری واقع شده‌است. فایر گرو ۸٫۲۴ کیلومتر مربع مساحت و ۱٬۳۹۳ نفر جمعیت دارد و ۳۶۹ متر بالاتر از سطح دریا واقع شده‌است.